# 山梨県道219号柳平塩山線
山梨県道219号柳平塩山線（やまなしけんどう219ごう やなぎだいらえんざんせん）は、山梨県山梨市と甲州市を結んでいる一般県道である。

## 概要
山梨市牧丘町柳平から山梨市牧丘町窪平まではクリスタルライン（山梨市牧丘町窪平から北杜市高根町清里までを結ぶ林道）の一部である。

### 路線データ
- 起点：山梨県山梨市牧丘町柳平
- 終点：山梨県甲州市塩山上於曽・菅田神社前交差点

## 歴史
- 2008年（平成20年）3月31日 - 山梨県道210号杣口塩山線の区間に山梨県営林道杣口線を加える形で一般県道に指定される。[1]

## 路線状況

### 重複区間
- 国道140号（甲州市塩山藤木 - 甲州市塩山小屋敷・新隼橋北交差点）
- 山梨県道38号塩山勝沼線（甲州市塩山小屋敷・新隼橋北交差点 - 甲州市塩山上於曽・菅田神社前交差点）

### 橋梁
- 島之口橋（琴川）
- 鍛冶屋橋（笛吹川）

## 地理

### 通過する自治体
- 山梨県
  - 山梨市 - 甲州市

### 交差・接続する道路
- 国道140号（山梨市牧丘町千野々宮、立体交差）
- 山梨県道206号塩平窪平線（山梨市牧丘町窪平）
- 国道140号（甲州市塩山藤木）
- 国道140号（甲州市塩山小屋敷・新隼橋北交差点）
- 山梨県道205号三日市場南線・山梨県道213号下荻原三日市場線（甲州市塩山三日市場・三日市場交差点）
- 山梨県道38号塩山勝沼線・山梨県道216号万力小屋敷線（甲州市塩山上於曽・菅田神社前交差点、終点）

### 周辺
- 琴川ダム
- 山梨市立笛川小学校
- 山梨市立笛川中学校
- 恵林寺
- 塩山郵便局
- 甲州市立塩山南小学校